# Phaegoptera histrionica
Phaegoptera histrionica là một loài bướm đêm thuộc phân họ Arctiinae, họ Erebidae.